# إدغار جونسون
إدغار جونسون (بالإنجليزية: Edgar Johnson)‏ هو مجدف أمريكي، ولد في 12 ديسمبر 1905 في فيلادلفيا في الولايات المتحدة، وتوفي في 19 يناير 1977.

## وصلات خارجية
- إدغار جونسون على موقع الاتحاد الدولي للتجديف (الإنجليزية)
- إدغار جونسون على موقع أوليمبيديا (الإنجليزية)